# Laurent van Saksen-Coburg
Laurent Benedikt Boudewijn Maria van Saksen-Coburg (voorheen: Laurent van België), prins van België (Brussel, 19 oktober 1963), tegenwoordig ook in het Nederlands bij zijn Franse naam Laurent (Laurent Benoît Baudouin Marie) genoemd, is het derde kind van koning Albert II en koningin Paola van België. Hij is de jongere broer van Filip, koning der Belgen, en prinses Astrid.
Laurent staat anno 2025 op de vijftiende plaats in de lijn van de Belgische troonopvolging, na zijn nicht Laetitia Maria en voor zijn dochter Louise. Hij is getrouwd met Claire Coombs.
De prins werkte zich vooral in beeld als een menselijke prins met veel zin voor humor, maar ook vatbaar voor depressies. Ook staat hij bekend om zijn liefde voor dieren en snelle auto's.

## Biografie

### Geboorte en jeugd
Laurents peetouders zijn baron Bettino Ricasoli Firidolfi en prinses Sophie van Beieren. Zijn peetvader is zijn oom, meer bepaald de echtgenoot van de zus van Laurents moeder Paola. Zijn peetmoeder is de jongste dochter van Rupprecht van Beieren en de echtgenote van Jan Engelbert van Arenberg. Prins Laurent is zelf peetvader van Maria Carolina van Bourbon-Sicilië (2003), dochter van Carlo van Bourbon-Sicilië, de pretendent van de troon van het koninkrijk der Beide Siciliën, en zijn vrouw Camilla Crociani.
Laurent volgde middelbaar onderwijs aan het Pius X-instituut in Antwerpen, korte tijd aan de abdijschool van Zevenkerken en ten slotte aan de Kadettenschool van Laken. Vervolgens ging hij naar de Koninklijke Militaire School (1983-1985); hij behoort tot de 123e Promotie "Alle Wapens". Hij is houder van de brevetten helikopterpiloot en duiker bij de Marine. Bij de zeemacht heeft hij sinds 2004 de graad van kapitein-ter-Zee.

### Huwelijk en kinderen
Op 19 december 2002 verloofde prins Laurent zich met Claire Coombs. Het koppel was reeds enkele malen samen gezien, waaronder op het Autosalon van Brussel, op het huwelijk van Willem-Alexander der Nederlanden en Máxima Zorreguieta, op een filmfestival in Bergen en op skivakantie in Gstaad, Zwitserland. Laurent en Claire traden op 12 april 2003 in het huwelijk, dat plaatsvond in het stadhuis van Brussel en werd gevolgd door een kerkelijke inzegening door kardinaal Godfried Danneels in de Sint-Michiels- en Sint-Goedelekathedraal. Na het huwelijk kreeg Claire ook de titel prinses van België. Alle drie de kinderen van Laurent werden in het Universitair ziekenhuis Saint-Luc in Sint-Lambrechts-Woluwe geboren.
Het koppel is woonachtig te Tervuren.
Op 6 februari 2004 beviel zijn vrouw van prinses Louise. Op 13 december 2005 kwamen daar twee prinsjes bij: een tweeling die de voornamen Nicolas en Aymeric dragen. Bij de persconferentie sprak hij de woorden: "Wij hebben nog geen peter, maar ik heb wel een meter", waarop hij een lintmeter uit zijn jasje haalde.
De Franse priester-docent Guy Gilbert wordt als de mentor en een vaderfiguur van prins Laurent beschouwd. In 2003 sloot hij het huwelijk van de prins met Claire en in 2011 en 2014 nam hij deel aan de eerste communies van hun kinderen.

### Troonopvolging
Tot 2 december 1991 was Laurent derde in lijn om de troon te bestijgen, na zijn vader Albert en zijn oudere broer Filip. Door een wijziging van de Grondwet, die de Salische wet afschafte, kwamen voortaan niet alleen mannen, maar ook vrouwen in aanmerking voor de troonopvolging. Laurents oudere zus Astrid en haar drie kinderen, Amedeo, Maria Laura en Joachim, gingen hem in de opvolgingslijn voor. Laurent stond nu op de zevende plaats in de troonopvolging.
Na het overlijden van zijn oom Boudewijn in 1993 werd zijn vader de zesde Koning der Belgen en schoof Laurent één plaats naar voren op in de troonopvolging. Na de troonsbestijging van zijn vader werden nog twee kinderen van Astrid en de vier kinderen van zijn broer Filip geboren. Laurent kwam in 2008, na de geboorte van prinses Eléonore, op een twaalfde plaats te staan. Na de troonswisseling in 2013 schoof hij andermaal één plaats naar voren. Hij stond nu op plaats 11.
Op 5 juli 2014 huwde prins Amedeo, op dat moment zesde in de troonopvolging, met Elisabetta Maria Rosboch von Wolkenstein, maar de prins vroeg voor zijn huwelijk geen formele toestemming aan koning Filip. Hierdoor verviel zijn recht op de troon. Op 20 september 2015 heeft prins Amadeo alsnog instemming gevraagd voor het huwelijk. Hij heeft dit van zijn oom koning Filip verkregen via Koninklijk Besluit van 12 november 2015, waardoor zijn recht op de troon zou zijn hersteld, alhoewel de Grondwet (art. 85, derde alinea) voorziet dat na het huwelijk alleen het Parlement de prins dat recht kan herstellen. In de periode na Amedeo's huwelijk stond prins Laurent op de tiende plaats in de troonopvolging, maar vanaf Filips toestemming met het huwelijk schoof de prins andermaal naar de elfde plaats op.
Sinds de geboorte van prins Amedeo's dochter, Anna Astrid op 17 mei 2016, en zoon,  Maximilian op 6 september 2019, staat Laurent op plaats dertien. Hij wordt gevolgd door zijn drie kinderen. Zijn zoon Aymeric staat op de zestiende en laatste plaats in de troonopvolging.

## Naamswijziging
Bij een Koninklijk Decreet in 2015 werd besloten dat onder anderen prins Laurent, zijn vrouw en zijn kinderen de achternaam Van België niet meer mochten dragen. In 2023 liet hij met tegenzin zijn achternaam en die van zijn kinderen veranderen naar Van Saksen-Coburg. Laurent en zijn kinderen behielden wel de titel Prins(es) van België. Zijn kinderen kunnen sinds de wijziging de titel niet doorgeven aan hun kinderen.

## Activiteiten

### Vroeger
In 1994 werd het Koninklijk Instituut voor het Duurzame Beheer van de Natuurlijke Rijkdommen en de Bevordering van Schone Technologie (KINT) opgericht om Laurent een wedde te kunnen uitkeren voor zijn activiteiten ter bescherming van het milieu. Het instituut werd gesubsidieerd door de gewesten (tot 400.000 euro per jaar), maar is opgeheven in 2009. De prins was voorzitter van het KINT tussen de oprichting en opheffing ervan.
Tussen 31 mei 2000 en 21 juli 2013 was hij conform artikel 72 van de Grondwet als kind van de koning der Belgen een senator van rechtswege. Na de abdicatie van koning Albert II verviel echter zijn status van meerderjarig kind van de koning en verdween de prins uit de Senaat.

### Nu
Sinds 1995 is prins Laurent voorzitter van de Stichting Prins Laurent voor het welzijn van huisdieren en wilde dieren en sinds 1996 is hij erevoorzitter van het Nationaal Orkest van België. Sinds 2006 is hij ook bestuurder en voorzitter van de raad van bestuur van de organisatie Global Renewable Energy & Conservation Trust.

## Dotatie
Krachtens art. 78 van de Grondwet en art. 3bis van de Wet van 7 mei 2000 had prins Laurent vanaf 1 juli 2001 recht op een jaarlijkse dotatie van 272.682,88 euro ten laste van de schatkist.
In de nasleep van het Marineschandaal, en omdat de Dotatiewet van 2001 Laurent financieel onafhankelijk had gemaakt, verlaagden de gewesten hun subsidies aan het KINT in 2007. In 2009 werd het instituut ontbonden.  Zijn inkomsten voor de Koninklijke Stichting Prins Laurent voor het welzijn van huisdieren en wilde dieren werden eveneens beperkt tot onkostenvergoedingen.
In navolging van de troonswisseling eerder dat jaar werd in november 2013 een nieuwe Dotatiewet aangenomen. Laurent, niet langer het kind van de Koning der Belgen, wordt jaarlijks een dotatie van 307.000 euro toegekend. Dit bedrag is ruim 10.000 euro minder dan dat van zijn zus, prinses Astrid.
Naar aanleiding van Laurents bezoek aan de Chinese ambassade in juli 2017, waarvoor hij geen toestemming had verkregen van zijn broer Filip, kreeg de prins de kans om zich in een openbare Kamerzitting te verdedigen tegen de inhouding van zijn dotatie. Het was Laurent zelf die een openbare procedure in de Kamer wilde, en geen procedure achter gesloten deuren. De dag voordat de parlementsleden hierover hun stem moesten uitbrengen, schreef de prins een brief aan de Kamer waarin hij vertelt dat "zijn hele bestaan het voorwerp van het proces is". Op 30 maart 2018 besliste de Kamer om 15 procent van de dotatie van prins Laurent eenmalig (voor het jaar 2018) in te trekken.

## Representatieve functie
De prins legt regelmatig bezoeken af bij initiatieven en actuele gebeurtenissen. Zo was hij samen met zijn vrouw op de herdenkingsdienst van Joe Van Holsbeeck in Waver in 2007. De prins reikte tweemaal een prijs op de Music Industry Awards uit, in 2014 (beste album) en in 2017 (beste Nederlandstalige act). De eerste maal nam hij een onbekende vrouw mee op het podium en de tweede maal sprak hij de naam van de winnende muziekgroep verkeerd uit.
Als lid van het koningshuis is hij aanwezig bij officiële plechtigheden zoals het defilé op de nationale feestdag van België, waar hij in 2016 opmerkelijk zonder zijn vrouw of kinderen aanwezig was. Ook zijn zus Astrid en haar gezin waren afwezig.

## Gezondheid
In februari 2013 was prins Laurent betrokken bij een skiongeluk in Lermoos, Oostenrijk. Als gevolg had hij een inwendige bloeduitstorting bij de lever.
In 2014 kreeg hij een burn-out en een zware longontsteking, waarvoor hij vanaf 25 maart in het Sint-Lucasziekenhuis in Sint-Lambrechts-Woluwe in een kunstmatige coma gehouden werd. Op 27 maart ontwaakte de prins uit zijn coma.